# Samantha Fox (album)
Samantha Fox è il secondo ed eponimo album in studio della cantante britannica Samantha Fox, pubblicato nel 1987.

## Tracce
1. I Surrender (To the Spirit of the Night) - 3:56
2. I Promise You (Get Ready) - 3:54
3. Naughty Girls (Need Love Too) - 5:10
4. True Devotion - 4:37
5. (I Can't Get No) Satisfaction - 5:36
6. Nothing's Gonna Stop Me Now - 3:43
7. That Sensation - 4:19
8. If Music Be the Food of Love - 4:49
9. Dream City - 4:55
10. The Best Is Yet to Come - 4:50

## Classifiche
| Classifica (1987) | Posizione massima |
| ----------------- | ----------------- |
| Austria           | 12                |
| Canada            | 41                |
| Finlandia         | 3                 |
| Francia           | 21                |
| Germania          | 16                |
| Italia            | 14                |
| Norvegia          | 3                 |
| Paesi Bassi       | 32                |
| Regno Unito       | 22                |
| Svezia            | 14                |
| Svizzera          | 3                 |